# León de Huánuco
León de Huánuco é um clube de futebol da cidade de Huánuco, no Peru. Foi fundado em  29 de Junho de 1946,manda seus jogos no Estadio Heraclio Tapia com capacidade de 14.000 espectadores. Atualmente disputa a primeira divisão do Campeonato Peruano.
Em 2011, disputou a Copa Libertadores da América pela primeira vez sendo eliminado na primeira fase.
Seus dois maiores títulos são a Copa do Peru nos anos de 1980 e 2009.